# Slawenmission
Als Slawenmission wird die Missionierung und die Verbreitung des christlichen Glaubens (Evangelium) vom 7. bis zum 13. Jahrhundert bei den Slawen bezeichnet.
Im Frühmittelalter war das Ziel der Mission nicht alleine ein kirchlicher Vorgang. Es bestand immer ein enger Zusammenhang zwischen der Bekehrung und der Festigung von Herrschaft. Die Macht der Fürsten beruhte wesentlich auf dem Gottesgnadentum, und die Kirche erhielt ihren Handlungsspielraum durch die Unterstützung der Fürsten. Durch verschiedene Wanderungsbewegungen der Slawen vom 5. bis zum 7. Jahrhundert wurden bereits laufende Christianisierungsprozesse durch heidnische Gebräuche wieder abgelöst.

## Lateinische oder byzantinische Kirche
Die Missionen gingen einher mit dem Auseinanderstreben der Kirche von Rom und der von Konstantinopel, welches zu dem Morgenländischen Schisma von 1054 führte, also zur Lateinischen Kirche und zur Orthodoxen Kirchen.
Im Ergebnis haben sich bei der Slawenmission die zwei Richtungen deutlich voneinander getrennt:
1. Die abendländisch-lateinische Kirche setzte sich in Ostdeutschland, Polen, Baltikum, Böhmen und Mähren, Kärnten, Slowenien, Kroatien und Dalmatien durch
2. Das griechisch-orthodoxe Christentum konnte sich in Bulgarien, Serbien, Bosnien und Russland behaupten

## Slawenmission in Mitteleuropa

### Missionen von Baiern und Franken ausgehend

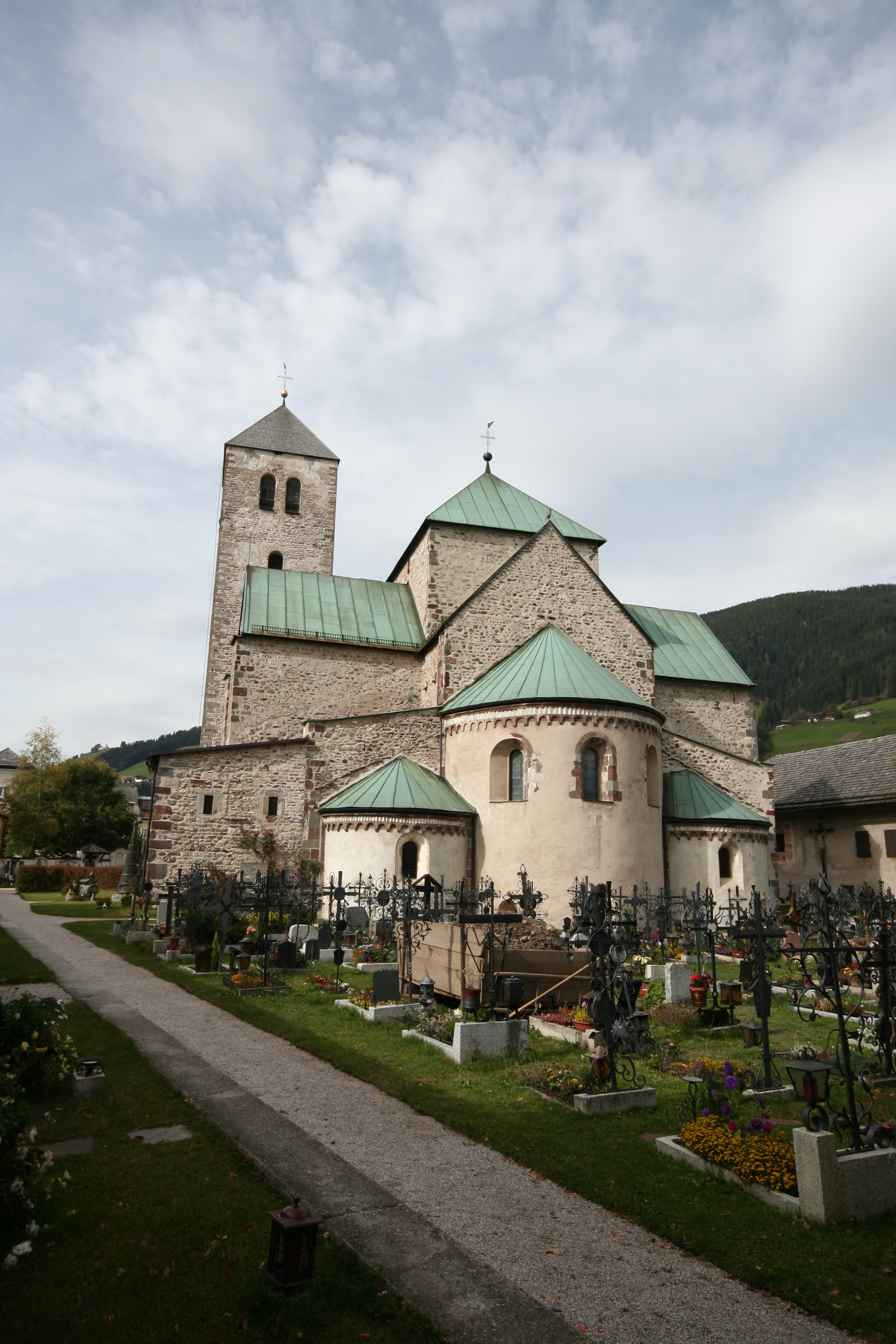
Stiftskirche Innichen

Um 630 drang Amand von Aquitanien über Baiern zur Mission in das östliche Slawenland vor. Die eigentliche Baiernmission begann aber erst mit den Bajuwarenherzögen Theodo I. und Theodo II. (vor 666 bis um 717) und den Missionsbischöfen Korbinian von Freising (um 720), Emmeram von Regensburg und Erhard von Regensburg (um 680 bis um 717) sowie Rupert von Salzburg, dem Apostel der Baiern. Rupert fuhr am Ende des 7. Jahrhunderts per Schiff donauabwärts bis Lauriacum (heute Enns, Ortsteil Lorch) und missionierte im Grenzbereich der Awaren, wo bereits frühchristliche Siedlung vorhanden waren.
Es entstand in Baiern eine kirchliche und klösterliche Struktur.
Missionsbischof Bonifatius konnte im päpstlichen Auftrag 738/739 die kirchlichen Verhältnisse in Bayern und Thüringen ordnen. Er schuf damit auch die Voraussetzungen für eine grenzüberschreitende Slawenmission.
Tassilo III. ließ 769 bzw. 777 das Kloster Innichen im Pustertal in Südtirol und die Mönchsgemeinschaft von Kremsmünster für die Mission gründen. Sie hatten großen Anteil an der Missionsarbeit in Karantanien.

### Im Fränkischen Reich

Fränkisches Reich bis 814

Karl der Große hatte im Fränkischen Reich nach den Sachsenkriegen (772–804) um 790 bis 810 zur Sicherung der Ostgrenze seines Reiches heidnische Slawenstämme missionieren lassen oder lehenspflichtig bzw. tributpflichtig abhängig gemacht. Die Würzburger Bischöfe seit Berowelf (* vor 769; † 794) missionierten in den slawischen Gebieten der Main- und Regnitz - Wenden und ließen deshalb 14 sogenannte Slawenkirchen (zumeist im Landkreis Bamberg) errichten.
1007 wurde aus Teilen des Bistums Würzburg und des Bistums Eichstätt das Bistum Bamberg, das zunächst Mainz unterstellt war. Eine Bedeutung erlangte es bei der Christianisierung der zwischen Main und Regnitz wohnenden Slawen.
Nur teilweise hatten diese Entwicklungen wie in Franken und bei den südslawischen Awaren nach Karls Regentschaft einen dauerhaften Erfolg.

### In Böhmen und Mähren
Mähren

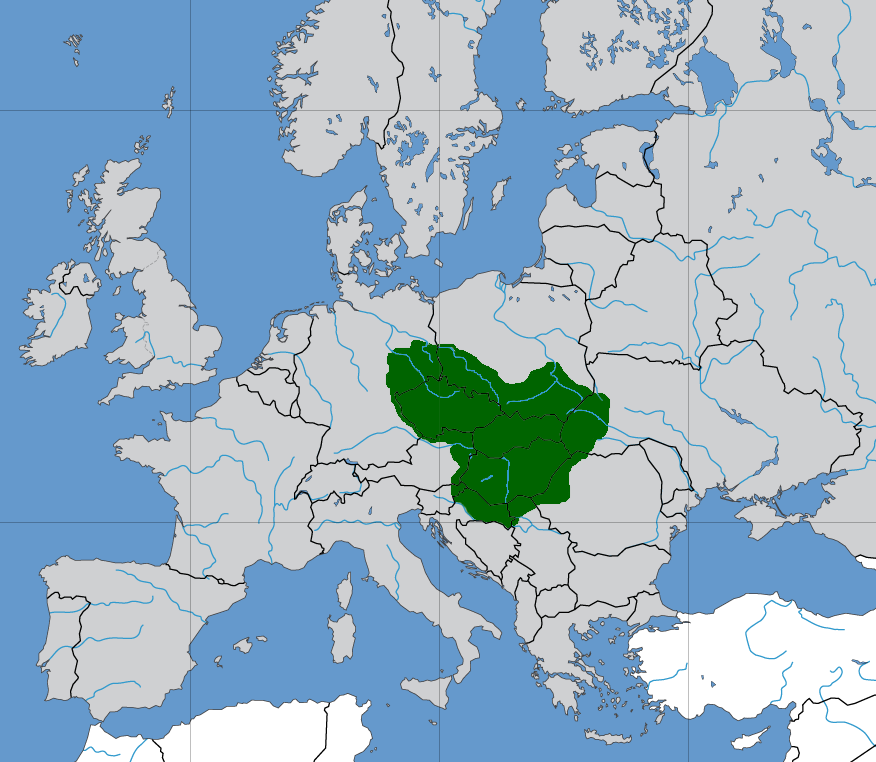
Großmähren nach 871

866 wurde Ermenrich von Ellwangen zum Bischof von Passau ernannte. In seiner Amtszeit kam es durch das Bistum Passau, welches direkt an das Großmährische Reich grenzte, zu großen missionarischen Bemühungen, vor allem in Mähren.
Die Slawenapostel Method von Saloniki und Kyrill von Saloniki (auch Konstantin genannt) wirkten in Mähren und in Böhmen. Ermenrich beteiligte sich 870 am Vorgehen des bayrischen Episkopats gegen den mährischen Erzbischof Method, woraufhin er 873 von Papst Johannes VIII. suspendiert wurde. Nach der Verdrängung der Slawenmission durch Kyrill und Method nahm Mähren mit seinem Bistum Olmütz nach dem Tode Methods die römische Liturgie an.
Böhmen
Im 9. Jahrhundert lagen auch die Anfänge der Christianisierung in Böhmen, ausgehend von Regensburg und Passau. Aus dem Kloster Fulda wurde 845 berichtet, dass sich 14 böhmische Stammesführer dem ostfränkischen König Ludwig dem Deutschen unterwarfen. Sie wurden mit ihrem Gefolge getauft.
Mit dem Přemyslidenherzog Wenzel I., der 929 dem König Heinrich I. tributpflichtig wurde, konnte sich die byzantinisch Liturgie nicht durchsetzten und die lateinische Liturgie wurde eingeführt. Die Bindungen zur bairischen Kirche lockerten sich. Das Bistum Prag von 973 wurde 976 dem Mainzer Metropolitanverband unterstellt.
Die Prämonstratenser verbreiteten sich im 12/13. Jahrhundert in Böhmen und Mähren.

### In Slowenien und Kärnten
Die Missionierung der Slowenen wurde in der zweiten Hälfte des 8. Jahrhunderts von Passau und Salzburg aus betrieben.
In Karantanien, einem slawischen Fürstentum mit Zentrum auf dem Gebiet der heutigen Steiermark und Kärntens, fand die christliche Missionierung im 8. Jahrhundert statt. Das Gebiet geriet nun unter bayerische Oberhoheit. Auch Abraham von Freising (vor 950–993/4) wirkte im südlichen Kärnten in der Slawenmission. Zwischen 972 und 1039 entstanden im Rahmen der Missionstätigkeit die Freisinger Denkmäler, drei Handschriften in slowenischer Sprache.

## Slawenmission im Nordosten
Die Mission im Nordosten diente der Christianisierung und der Ausdehnung des ostfränkischen Herrschaftsbereichs in den neu gebildeten Grenzmarken. Durch den hartnäckigen Widerstand der Elbslawen war diese Missionierung ein langwieriger Prozess.

### Erster Missionsauftrag

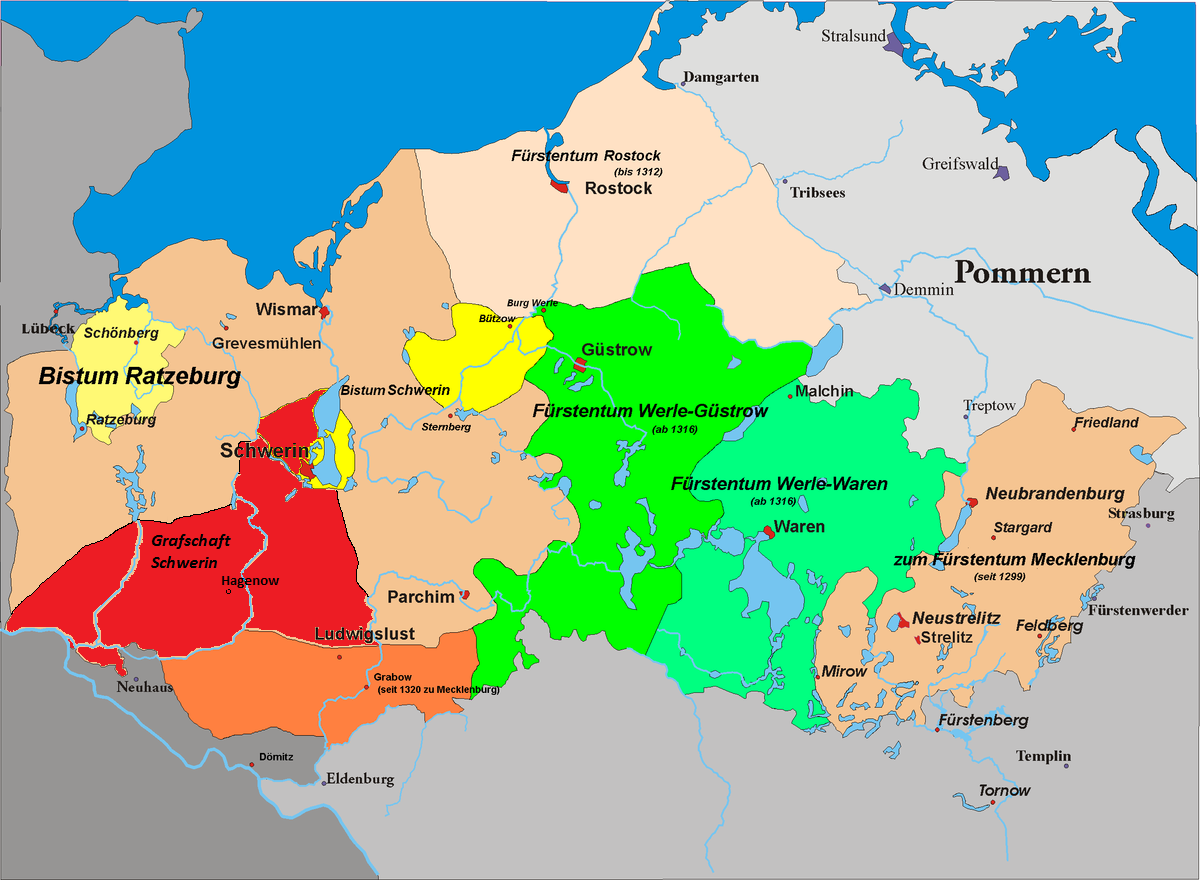
Ratzeburg und Mecklenburg um 1300

967/968, auf der Synode von Ravenna, erreichte Kaiser Otto I. die Zustimmung Papst Johannes XIII. zur Errichtung des Erzbistums Magdeburg, ein wichtiger Ausgangspunkt der Mission im Raum Brandenburg.
Das Bistum Oldenburg in Holstein wurde vom Erzbischof von Hamburg-Bremen Adaldag im Auftrag von Kaiser Otto I. 972 zum Zwecke der Slawenmissionierung und Kolonisierung der wendischen Gebiete gegründet. Das Bistum versuchte die Mission voranzutreiben. Die Einwohner mussten hohe Tribute aufbringen und wehrten sich dagegen. Der Slawenaufstand von 983 zerstörte weitgehend das bis dahin Erreichte. Die Liutizen und Abodriten zerstörten die Bischofssitze in Brandenburg und Havelberg. Die Feldzüge ab 985 gegen die Aufständischen erwiesen sich als wirkungslos. König Heinrich II.  schloss 1003 sogar ein Bündnis mit den Liutizen. Bis ins 12. Jahrhundert blieb hier die heidnische Herrschaft bestehen und die Deutsche Ostsiedlung stagnierte.
Erzbischof Adalbert von Bremen schuf um 1060 das Bistum Ratzeburg und das Bistum Mecklenburg (später Bistum Schwerin) aus dem Bistum Oldenburg/Holstein (später verlegt nach Lübeck). Schon 1066 fielen die neuen Bistümer dem blutigen Aufstand der Wenden zum Opfer, die 1066 Abt Ansverus und seine Gefolgsleute steinigten. Damit war diese Slawenmission des Bistums Oldenburg im heutigen Schleswig-Holstein zunächst gescheitert.

### Erneuter Missionsauftrag
1126 wurde die Slawenmission von Bremen aus erneut aufgenommen. Adalbero von Bremen, von 1123 bis 1148 Erzbischof von Bremen und Hamburg, konnte größere Erfolge bei der Heidenmission im Nordosten verzeichnen. Burg und Stift Segeberg wurden 1134 deshalb von Kaiser Lothar III. dem Erzstift übergeben. Im Zuge der zweiten Kolonisation wurde das alte wendische Missionsbistum Oldenburg formal wiederhergestellt.
Nachdem der Priester Vizelin nicht vom Magdeburger Erzbischof Norbert von Xanten mit der Slawenmission beauftragt wurde, wandte er sich 1126 an den Bremer Erzbischof Adalbero, der ihn zur erneuten Mission zu den westslawischen Wagriern schickte. Der Obotritenstamm lebte zwischen Trave und Kieler Förde. Durch die kriegerische Eroberung von 1138/39 kamen die Gebiete der obodritischen Teilstämme der Wagrier und Polaben unter deutsche Herrschaft. Herzog Heinrich der Löwe gab das Lehen von Holstein und Stormarn 1142 dem Grafen Adolf II. von Holstein. Vicelin musste 1147 beim Wendenkreuzzug einen Rückschlag hinnehmen. Er wurde 1149 vom Erzstift Hamburg als neuer Oldenburger Bischof eingesetzt. Vizelin war ein typischer Vertreter nicht nur christlicher, sondern auch weltlicher Kolonisation.
Gerold von Oldenburg wurde 1154 Nachfolger von Vizelin als Bischof von Oldenburg in Holstein. Er intensivierte die darniederliegende Slawenmission und veranlasste den Bau von Kirchen in Ostholstein. 1160/1163 wurde das Bistum auf Initiative Gerolds von Heinrich dem Löwen nach Lübeck verlegt.
Hermann von Verden, ab 1149 Bischof von Verden, hatte die Ambition, die Slawenmission im Nordosten an sich zu reißen. Er fälschte deshalb sogar Gründungsurkunden, die ostelbische Gebiete dem Bistum Verden zusprachen. Nach der Gründung des Bistums Ratzeburg verzichtete Hermann aber auf diese Gebiete.

### Wendenkreuzzug

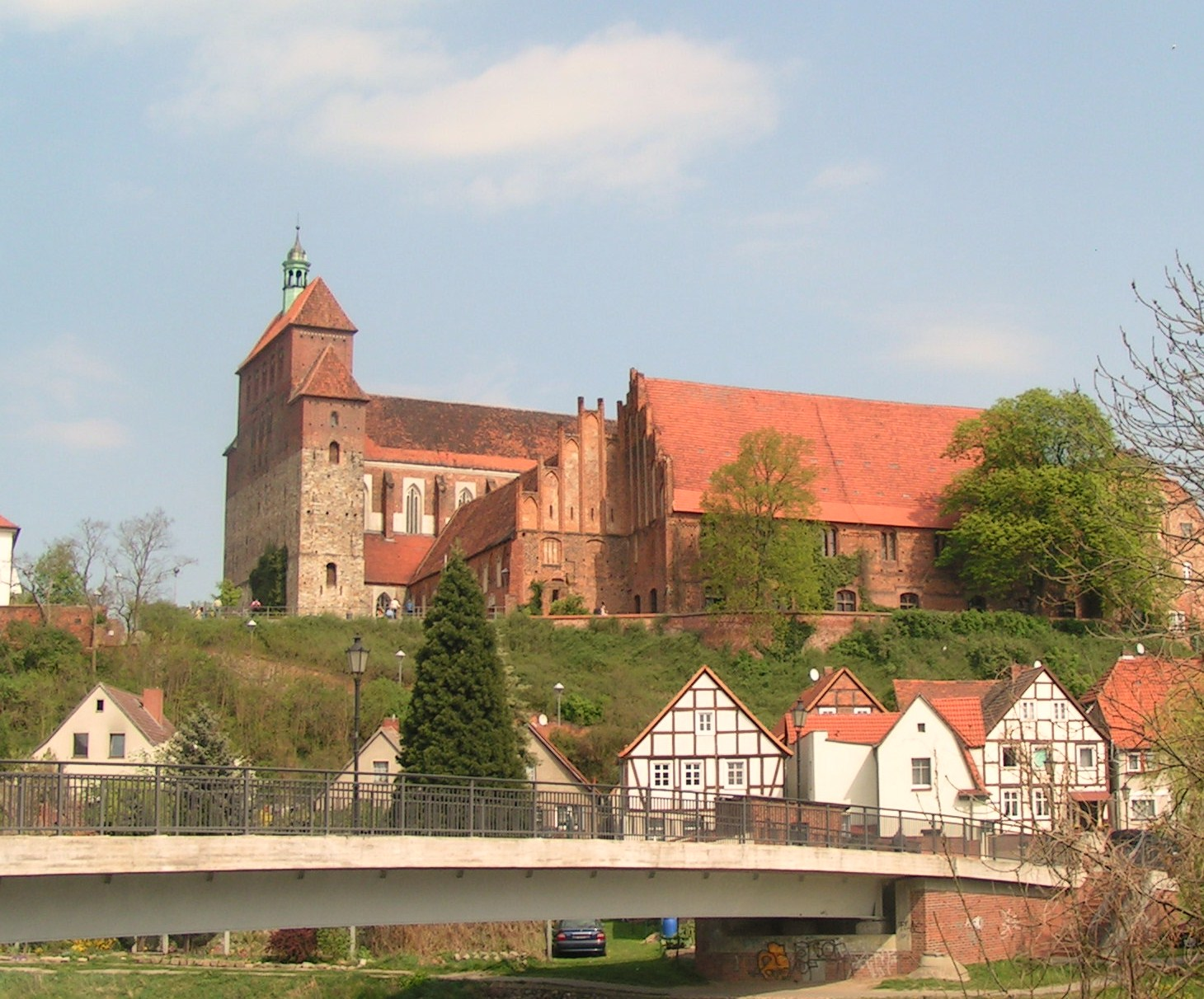
Havelberger Dom

Seit 1108 wurde zur Mission der heidnischen Elbslawen zwischen Elbe, Trave und Oder zum Wendenkreuzzug aufgerufen u. a. durch Bernhard von Clairvaux. Die weltlichen Fürsten wie Herzog Heinrich der Löwe, Herzog Albrecht der Bär, Herzog Konrad I. von Zähringen, Pfalzgraf Hermann von Stahleck, Pfalzgraf Friedrich II. von Sachsen, Markgraf Konrad I. von Meißen, Hartwig Hartwig I. von Stade, Graf Otto von Ammensleben und Graf Adolf II. von Holstein waren die eigentlichen Initiatoren des Kreuzzuges. Geistliche Teilnehmer waren u. a. die Erzbischöfe Adalbero, Friedrich I. von Magdeburg sowie die Bischöfe Wigger vom Bistum Brandenburg, Rudolf I. vom Bistum Halberstadt, Anselm von Havelberg, Reinhard vom Bistum Merseburg, Werner von Münster, Dietmar II. vom Bistum Verden und Heinrich von Olmütz. Die slawischen Gegner, im Norden unter Führung des mecklenburgischen Obodritenfürsten Niklot sowie im östlichen Bereich der Liutizen und Pomeranen, waren den beiden Kreuzzugsheeren unterlegen. Sie zogen sich in die Fluchtburgen, Wälder und Sümpfe zurück und beriefen sich nun auf die bereits erfolgte Missionierung durch Otto von Bamberg - Apostel der Pomoranen - und 1148 kam es im östlichen Bereich unter dem Pomeranenfürsten Ratibor I. zu einem Glaubensbekenntnis und zum Gelöbnis zum christlichen Glauben. Ein diplomatischer Frieden wurde erreicht.
Der Kreuzzug mit seinen überwiegend kolonisatorischen Bestrebungen hatte zunächst nur mäßige Erfolge, die Christianisierung setzte sich aber schnell durch, auch wenn die heidnischen Gebräuche sich noch längere Zeit hielten. Mit dem Bau des Havelberger Doms, der 1170 geweiht wurde, erstarkte im bereits 948 gegründeten Bistum Havelberg das Christentum. Das weitere Ansiedeln von Kolonisten in den erworbenen Gebieten sicherte die religiöse Gemeinschaft. Die Zisterzienser hatten dann im 13. Jahrhundert durch ihre Kolonisationstätigkeit nordöstlich der Elbe größere Bedeutung. Auch die Prämonstratenser missionierten hier sowie in Böhmen und Mähren.
In Mecklenburg verblieb das Fürstengeschlecht der Obodriten. Die Dynastie Mecklenburgs regierte bis 1918 (!). Fürst Pribislaw wurde um 1167 christlich. Viele Westfalen siedelten in Mecklenburg, wie es viele Ortsnamen belegen, aber auch westliche Niedersachsen, Friesen und Holsteiner kamen in das benachbarte Land. Das Fürstentum konnte sich von der Lehensabhängigkeit vom Stammesherzogtum Sachsen im 13. Jahrhundert lösen und wurde 1348 zum reichsunmittelbaren Herzogtum im Heiligen Römischen Reich erhoben.

## In Polen, Pommern und im Baltikum
Polen

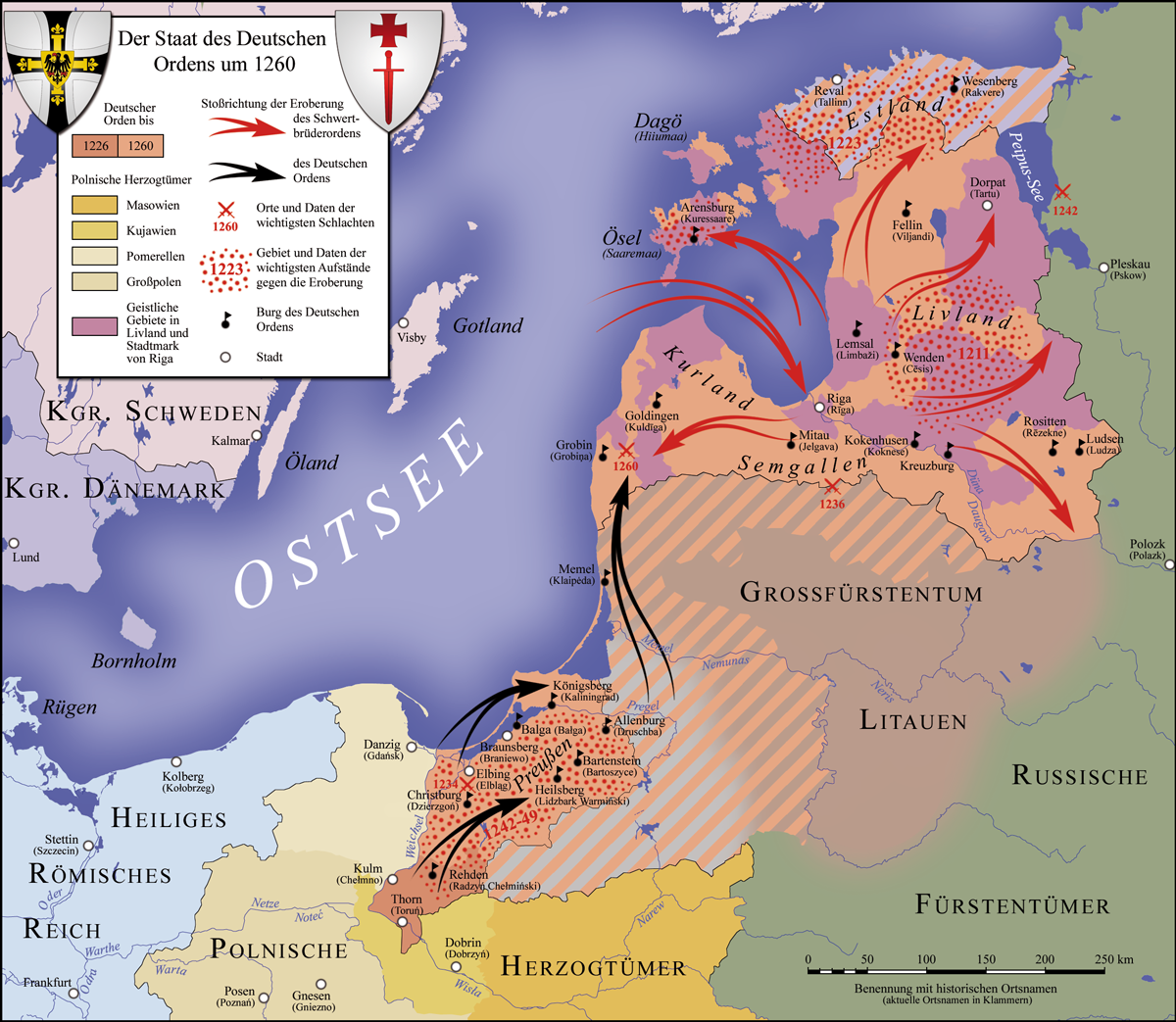
Ordenserwerbungen bis 1260

In Polen, im Stammesgebiet der sehr selbstbewussten Polanen, erfolgte die Christianisierung durch Fürst und ab 963 Herzog Mieszko I. Er und sein gesamtes Volk erhielten 966 die Taufe, bedingt durch seine Heirat mit der christlichen Tochter des böhmischen Herzogs Boleslav I.
Pommern
1059 berief Gunther von Bamberg eine Synode ein, welche die weitere Slawenmission vorantreiben sollte. Er verstarb aber schon 1065. Otto von Bamberg, der Apostel der Pommern, gelang die Christianisierung der Pommern im Auftrag des Herzogs von Polen Bolesław III. Schiefmund. Bei seinen zwei Missionsreisen von 1124/25 und 1128 wurden viele Pommern getauft und die Tempel der slawischen Götter zerstört.
Preußen
Der Deutsche Orden von 1198 der zunächst vorrangig Krankenpflege und Armenfürsorge betrieb, wandte sich auf Betreiben von Hochmeister Hermann von Salza der Eroberung und Missionierung des Baltikums zu. 1226 rief der polnische Herzog Konrad I. den Deutschen Orden zu Hilfe in seinem Kampf gegen die Prußen um das Kulmerland. Papst und Kaiser sicherten 1226 dem Orden zu, dass nach der Unterwerfung und Missionierung der Prußen, das eroberte Land an den Orden fallen sollte. Von 1231 bis 1234 erfolgte die Eroberung des Landes.
Mit der Unterwerfung und Christianisierung folgte eine deutsche Besiedlung des Landes. Der Deutschordensstaat umfasste später das alte Preußenland, das spätere West- und Ostpreußen, sowie das eigenständige Meistertum Livland, große Teile des heutigen Estlands und Lettlands, nachdem auch das Land des Schwertbrüderordens 1237 an den Deutschen Orden kam.
Baltikum
Der Bremer Domherr Albert von Buxthoeven, 1199 Bischof von Livland im Bistum von Riga, war einer der bedeutenden Missionsbischöfe des 13. Jahrhunderts. Der Schwertbrüderorden wurde 1202 durch Theoderich von Estland auf Initiative von Bischof Alberts I. von Riga zur Missionierung von Livland beauftragt. Schnell eroberte und christianisierte der Schwertbrüderorden Livland und Estland. Der Orden verlor 1236, nach Schlacht von Schaulen, seinen Einfluss.

## Mission in Südosteuropa

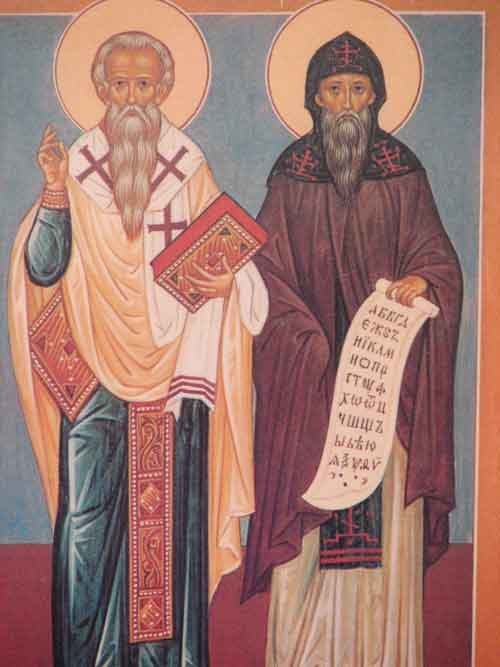
Kyrill und Method

Photios I. der Große war einer der Initiatoren der Byzantinischen Mission in Osteuropa vom 8. bis zum 11. Jahrhundert. Auf Grund seines Rates an den byzantinischen Kaiser Michael III. begannen 863 oder 864 Kyrill von Saloniki und sein älterer Bruder Method von Saloniki die Slawenmission in Großmähren, um die deren Fürst Rastislav gebeten hatte.
Das Kirchenslawisch (Altslawisch) entstand bei der Slawenmission durch Kyrill und Method und war bis in die Neuzeit die wichtigste slawische Literatursprache. Konstantin (Kyrill) schuf um 863 das aus 40 Buchstaben bestehende glagolitische Alphabet (Glagoliza), die älteste slawische Schrift.

### In Kroatien und Dalmatia
Die Christianisierung der Kroaten im Frühmittelalter erfolgte schon im 7. Jahrhundert. 925 bestätigte Papst Johannes X. in einem Brief an deren König Tomislav das die dalmatinischen Slawen aufgrund ihrer langen Zugehörigkeit zur Heiligen Römischen Kirche ihre „specialissimi filii“ seien.
Von Aquileia aus wurde auch im Alpenraum das Evangelium verkündigt, beeinflusst durch die alteingesessenen Christen der Küstenstädte von Dalmatia.
Auch die Slawenapostel Kyrill und Method leisteten einen Beitrag zur Christianisierung der Kroaten.

### In Serbien, Bulgarien und Bosnien und Herzegowina
Serbien
Die Christianisierung der Serben erfolgte von Byzanz aus. Hier setzte sich deshalb die byzantinische Liturgie durch. Der Übertritt der Serben zum Christentum soll unter Fürst Mutimir (um 850–891) erfolgt sein.
Bulgarien

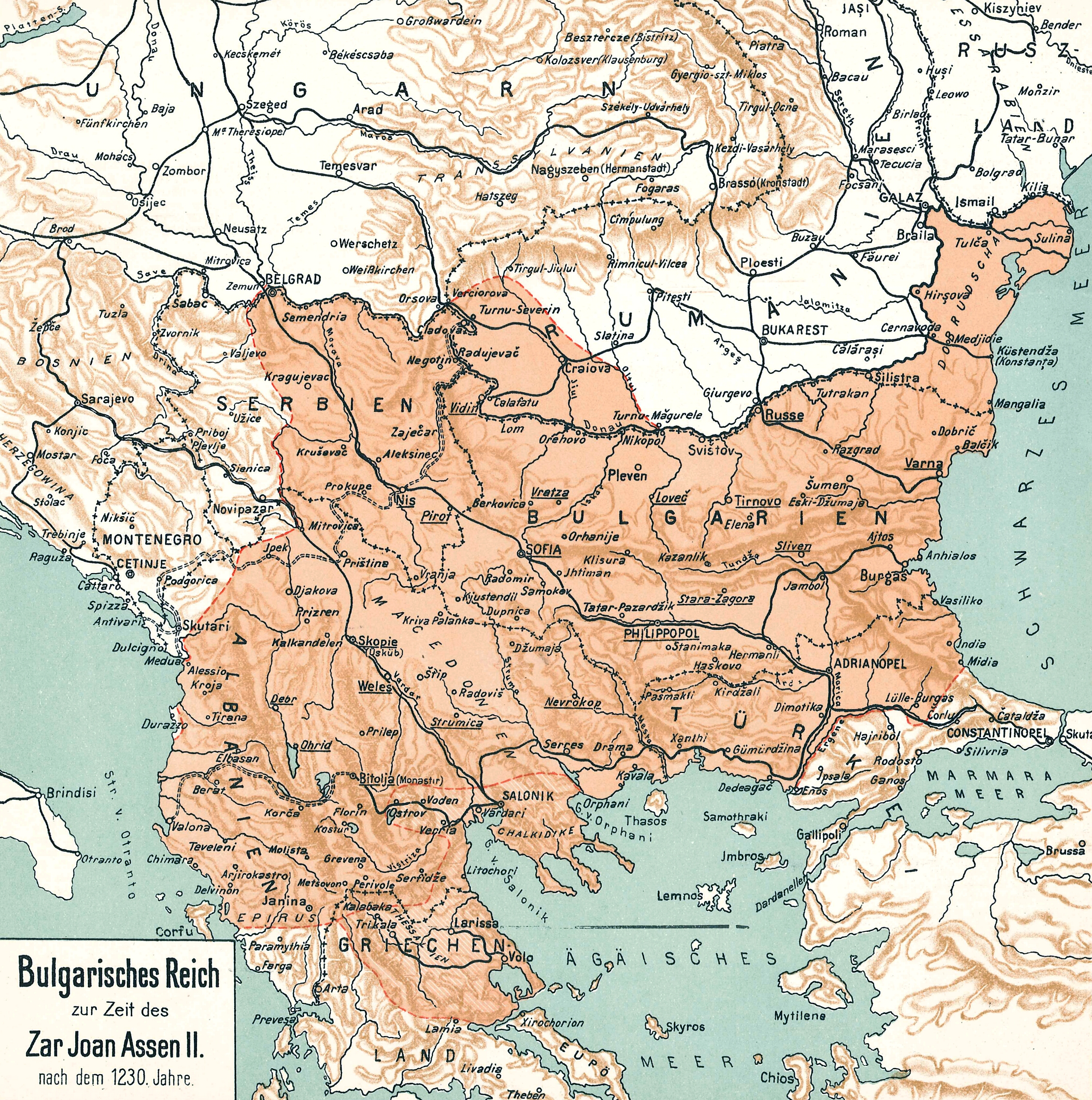
Bulgarien nach 1230

Auch die Bulgaren wurden von Byzanz aus christianisiert. Kubrat, im 7. Jahrhundert Khan der Protobulgaren, ließ sich der Sage nach in Konstantinopel als erster Herrscher taufen und später auch sein Volk.
Die katholische als auch die orthodoxe Kirche versuchten Khan Boris I. von Bulgarien unter ihrer kirchlichen und politischen Hoheit zu bringen. Um nicht der byzantinischen Dominanz zu erliegen, suchte er ab 852 eine engere Zusammenarbeit mit König Ludwig dem Deutschen einzugehen. Fränkische Missionare sollten den griechischen Einfluss eindämmen. Eine Militäraktion von 863/864 des byzantinischen Kaisers Michael III. zwang ihn, die Allianz aufzukündigen. Um 865 ließ sich der Fürst von byzantinischen Missionaren taufen. Boris versuchte erneute mit dem Ostfränkischen Reich zu paktieren. Ermenrich von Ellwangen, ab 866 Bischof von Passau, leitete erfolglos 867 die Missionierungen durch die römische Kirche in Bulgarien ein. Boris scheiterte an der militärischen Drohung von Kaiser Michael. Die Patriarchen von Konstantinopel blieben für Bulgarien zuständig. Boris nahm daraufhin 886 die aus Mähren flüchtenden Schüler von Method auf und bewirkte, dass mit der slawischen Liturgiesprache des Methods ein eigenständiger bulgarischer Weg eingeschlagen werden konnte und 919/927 eine unabhängige bulgarische orthodoxe Kirche entstand.
Bosnien und Herzegowina
Die Bosnier waren im Einflussbereich unterschiedlichster Herrscher. Ab dem 7. Jahrhundert stand Bosnien zumeist unter byzantinischer Herrschaft, verbunden mit einer Christianisierung von Konstantinopel aus. Die westlichen Teile jedoch waren im katholischen Einflussgebiet. Im unabhängigen Königreich Bosnien, im 14. und 15. Jahrhundert, war die Bevölkerung unter der Bosnischen, Katholischen und Orthodoxen Kirche aufgeteilt. Die bosnischen Herrscher wechselten über die Zeit zwischen den drei Konfessionen. Die orthodoxe Prägung konnte sich in einem Teil des Landes durchsetzen, während im anderen Teil die römisch Katholische Kirche sich durchsetzen konnte. Nach der osmanischen Eroberung im Jahr 1463 konvertierte ein großer Teil der bosnischen Bevölkerung zum Islam.
Heute bestehen hier die Serbisch-Orthodoxe Kirche und die Römisch Katholische Kirche

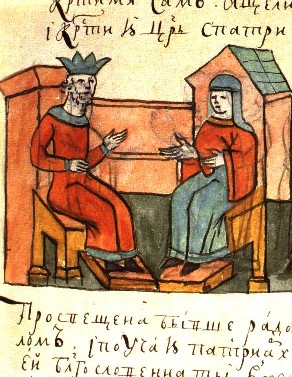
Olga von Kiew und Konstantin VII.

## Mission in Osteuropa
Großfürstin Olga von Kiew (nach 900–969), 957 in Konstantinopel getauft, ernannte 959 einen Bischofs und betrieb die Christianisierung der Kiewer Rus.
Als Großfürst Wladimir I., später genannt Wladimir der Heilige, Herrscher der Kiewer Rus, 988 die Taufe empfing und seine Untertanen taufen ließ, ist die Russisch-Orthodoxe Kirche entstanden. Wladimir ließ sich hauptsächlich aber taufen, um so die Unterstützung des oströmischen Kaisers Basileios II. gegen den gemeinsamen Feind, die Bulgaren, zu erhalten.
Ab dem 11/12. Jahrhundert entstand im Gefolge der Slawenmission das Patriarchat der Russisch-Orthodoxen Kirche.